# Limbach
Limbach és un poble i municipi d'Eslovàquia que es troba a la regió de Bratislava, a l'extrem occidental del país, prop de la frontera amb Àustria.

## Demografia
| Godina             | 1994 | 2004    | 2014    | 2024    |
| ------------------ | ---- | ------- | ------- | ------- |
| Nombre de persones | 913  | 1337    | 1908    | 2428    |
| Diferència         |      | +46,44% | +42,70% | +27,25% |

| Godina             | 2023 | 2024   |
| ------------------ | ---- | ------ |
| Nombre de persones | 2423 | 2428   |
| Diferència         |      | +0,20% |